# Brittonella chardoni
Brittonella chardoni là một loài bọ cánh cứng trong họ Cerambycidae.